# Pico Las Pailas
El Pico Las Pailas, también llamado Mucutisís, es un prominente pico de montaña ubicado en la cuenca del Páramo de Mifafí de la Sierra La Culata en el Estado Mérida. A una altitud de 4.297 m s. n. m. el Pico Las Pailas es una de las montañas más alta en Venezuela. 

## Ascenso
El Pico Las Pailas contiene la ruta con acceso para vehículo todoterreno más alta de la Sierra. Se obtiene acceso desde el Pico El Águila por la carretera vía Piñango hasta llegar a la entrada de la Sierra de La Culata. El camino de tierra lleva hasta aproximadamente 100 metros de la cumbre.

## Etimología
La palabra «mucutisís» es parte de las desaparecidas lenguas indígenas de Mérida. El sustrato principal radica en la raíz mucu- que con frecuencia se usaba en el léxico indígena para denotar la idea de sitio o de lugar. el sufijo -tisís proviene del nombre que se le daba a las infecciones respiratorias incluyendo la tuberculosis, o bien, a la planta que se usaría para el tratamiento del mismo.